# Вольф, Джеймс
Джеймс Вольф (англ. James Wolfe; 2 января 1727 — 13 сентября 1759) — британский военный деятель, участник Семилетней войны.

## Ранние годы
Джеймс Вольф родился 2 января 1727 года в семье полковника Эдварда Вольфа и Генриетты Томпсон. Отец с самого начала избрал сыну военную карьеру. В возрасте 13 лет Джеймс был записан добровольцем в полк Королевской морской пехоты, в котором служил его отец. Из-за болезни Вольф не принял участие в неудачной для англичан экспедиции против испанской Картахены в 1740 году во время Войны за ухо Дженкинса.

## Военная карьера
В 1740 году разразилась Война за австрийское наследство. Однако из-за морской болезни Джеймс не смог отплыть на континент и был переведён в 12-й пехотный полк, несколько месяцев спустя отбывший во Фландрию. Там он был повышен в звании до лейтенанта и стал адъютантом в батальоне.
В 1743 году Джеймс Вольф принял участие в битве у Карлштайна-на-Майне, где был отмечен герцогом Кумберлендским Вильямом Августом. В 1744 году Вольф становится капитаном 45-го пехотного полка.
В 1745 году Вольф вместе с полком отозван в Британию для участия в подавлении восстания якобитов. Принял участие в битве у Фолкленда (1746) и сражении при Куллодене (1746). Вольф стал известен тем, что отказался выполнять приказ Вильяма Августа стрелять в раненых горцев, в связи с чем приобрёл популярность у шотландцев, подразделениями которых он впоследствии командовал.
Вскоре Вольф вернулся в Германию и принял участие в сражении у Лауфельда в 1747 году, где получил ранение и заслужил официальную похвалу.
После заключения мира отправился в Шотландию, где командовал британским гарнизоном. В 1749 году Вольф получил звание майора 20-го пехотного полка, расквартированного в Стерлинге. В 1750 году повышен до звания подполковника. За восемь мирных лет, проведённых в Шотландии, Вольф написал несколько военных сочинений и выучил французский язык, а также занимался математикой и латынью.

### Участие в Семилетней войне

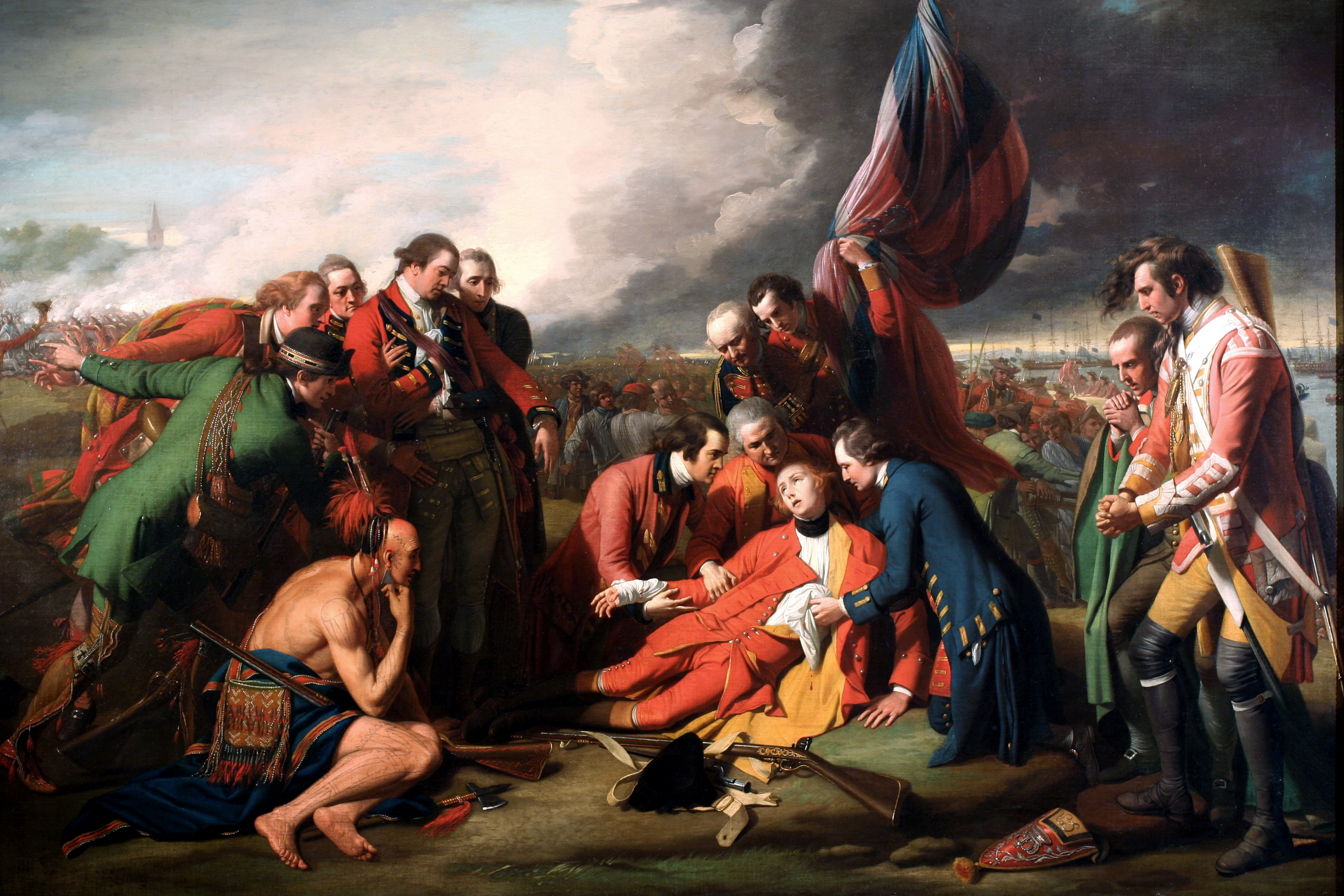
Бенджамин Вест. «Смерть генерала Вольфа». На картине показана также битва при Квебеке

В 1756 году Джеймс Вольф получил звание полковника, а год спустя принял участие в неудачной для англичан высадке в Рошфоре. Вольф был одним из немногих офицеров, отличившихся в этом рейде, в связи с чем был отмечен премьер-министром Уильямом Питтом-старшим. 23 января 1758 года Вольф становится бригадиром и принимает деятельное участие в операции против французских войск в Канаде, отличившись во время осады французского форта Луисбург.
Вскоре после этого Джеймс Вольф был повышен до генерал-майора и отправлен с крупным отрядом штурмовать последний французский порт в Канаде — Квебек. В распоряжении Вольфа было 9 000 солдат и 200 кораблей с 18 000 моряков на борту. Осада Квебека длилась 3 месяца. В это время Вольф в целях психологического устрашения и деморализации противника написал документ, известный как «Манифест Вольфа».
Несмотря на поражение в бою при Монморанси, Вольф решил выманить противника в открытое поле и высадился в долине Авраама к западу от Квебека (высадке предшествовала интенсивная бомбардировка города). Французы вынуждены были принять бой и были наголову разбиты Вольфом в коротком сражении на равнине Авраама 13 сентября 1759 года. В этой битве Вольф был смертельно ранен и скончался в тот же день в возрасте тридцати двух лет. Согласно Военной энциклопедии Сытина, его последними словами были следующие: «Слава Богу, неприятель бежит; я с радостью умираю».